# Albana Mëlyshi Lifschin
Albana Mëlyshi Lifschin, är en albansk författare och journalist, verksam i USA. 
Mëlyshi avslutade en utbildning i journalistik vid universitetet i Tirana 1974 och arbetade sedan under många år på den albanska statstelevisionen. 1992 flyttade hon till USA och 1999 gav hon ut sin första bok - Kafe Shkodra e Nju Jorkut - som innehåller ett antal berättelser om livet som invandrarkvinna i New York.  Mëlyshi Lifschin skriver även poesi.